# Thomas Schöni

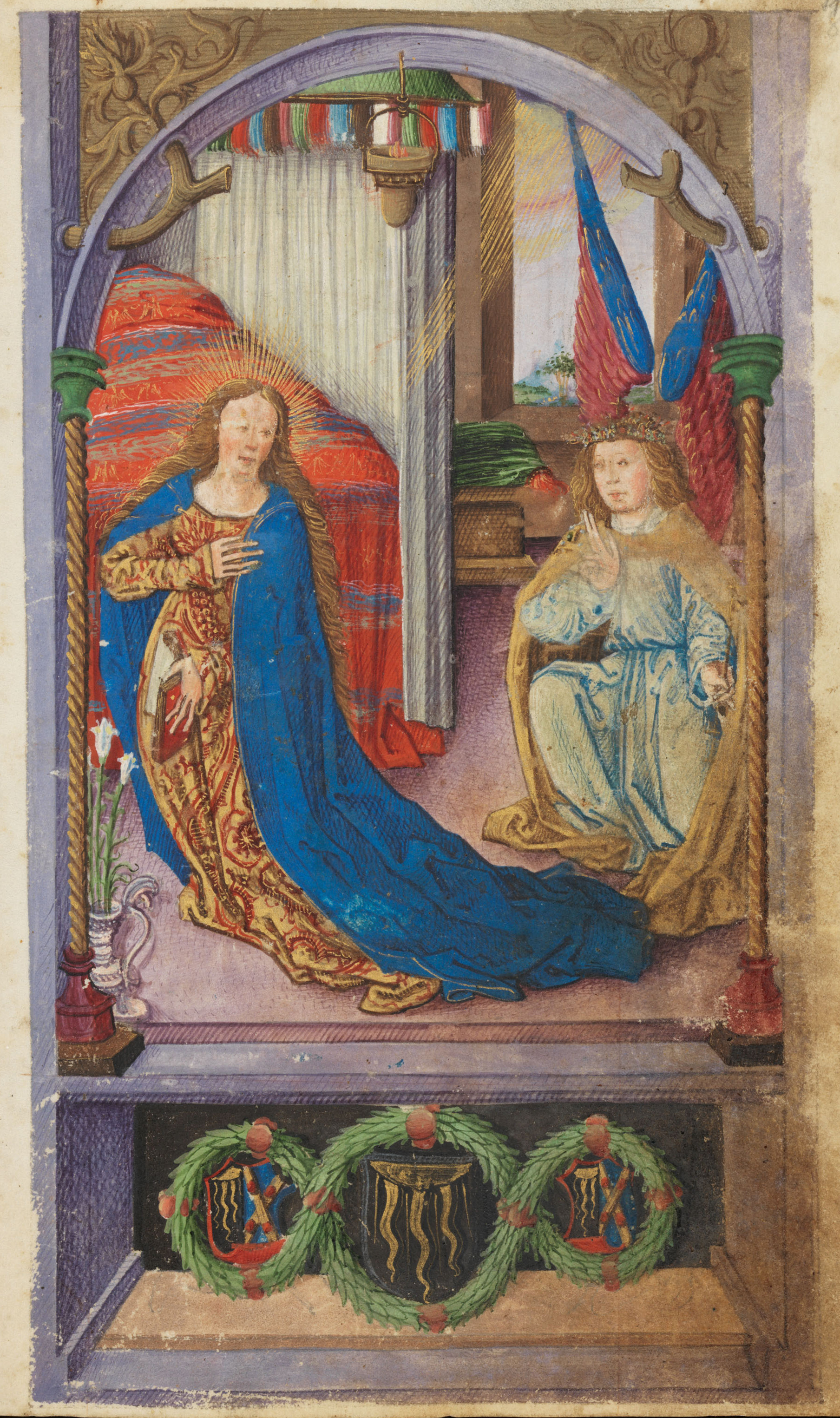
Stundenbuch Thomas Schöni und Jeanne d'Arbignon (um 1490)

Thomas Schöni († nach 1501) war ein bernischer Magistrat und Söldner.

## Leben
Thomas Schöni, Sohn des Johannes Schöni († 1504), Landvogts zu Nidau und Aarwangen, immatrikulierte sich 1472 an der Universität Basel und wurde zwei Jahre später Baccalaureus artium. 1480 gelangte er in den grossen Rat und wurde 1481 als Gubernator von Aigle gewählt, was auf gründliche Französischkenntnisse schliessen lässt. Am 13. Mai 1484 verhängte der bernische Rat über Schöni eine Gefängnisstrafe wegen Kuhdiebstahls, Unterschlagung und unzimlich wesen mit frowen. Den Quellen ist zudem zu entnehmen, dass Schöni seine Frau Agatha von Bubenberg dermassen misshandelte, dass sie an den Folgen starb. In den Jahren 1487 bis 1490 war er Landvogt zu Lenzburg und ab 1496 Mitglied des Kleinen Rats, von 1496 bis 1498 zusätzlich Ohmgeldner vom Rat. Nach 1491 erwarb er die Herrschaft Hünigen. Laut dem Stubenrodel von 1496/97 war Thomas Schöni Angehöriger der Stube zu Oberpfistern. Das französische Königshaus wandte sich am 14. März 1500 an ihn mit der Bitte um Vermittlung von 8'000 Söldnern. Er trat als Hauptmann in französische Dienste. Daraufhin verlor er alle politischen Ämter aufgrund unerlaubter Reisläuferei, sein gesamter Besitz wurde beschlagnahmt, Hünigen ging 1501 an Hans Rudolf von Scharnachthal. 
Thomas Schöni besass durch seine Frau Agatha von Bubenberg, einer illegitimen Tochter des Adrian I. von Bubenberg, eine Abschrift von Diebold Schillings Berner Chronik. Schöni liess um 1490 ein dem von der Forschung genannten „Meister des Breviers des Jost von Silenen“ zugeschriebenes Stundenbuch erstellen, welches seine Ehe mit Jeanne d'Arbignon aus Collombey bezeugt. Das Gebetbuch wird heute aufbewahrt im Benediktinerinnenkloster Hermetschwil (Archiv, cod. membr. 35); Digitalisat siehe unten: Weblinks.